# 鈴蘭台西口駅

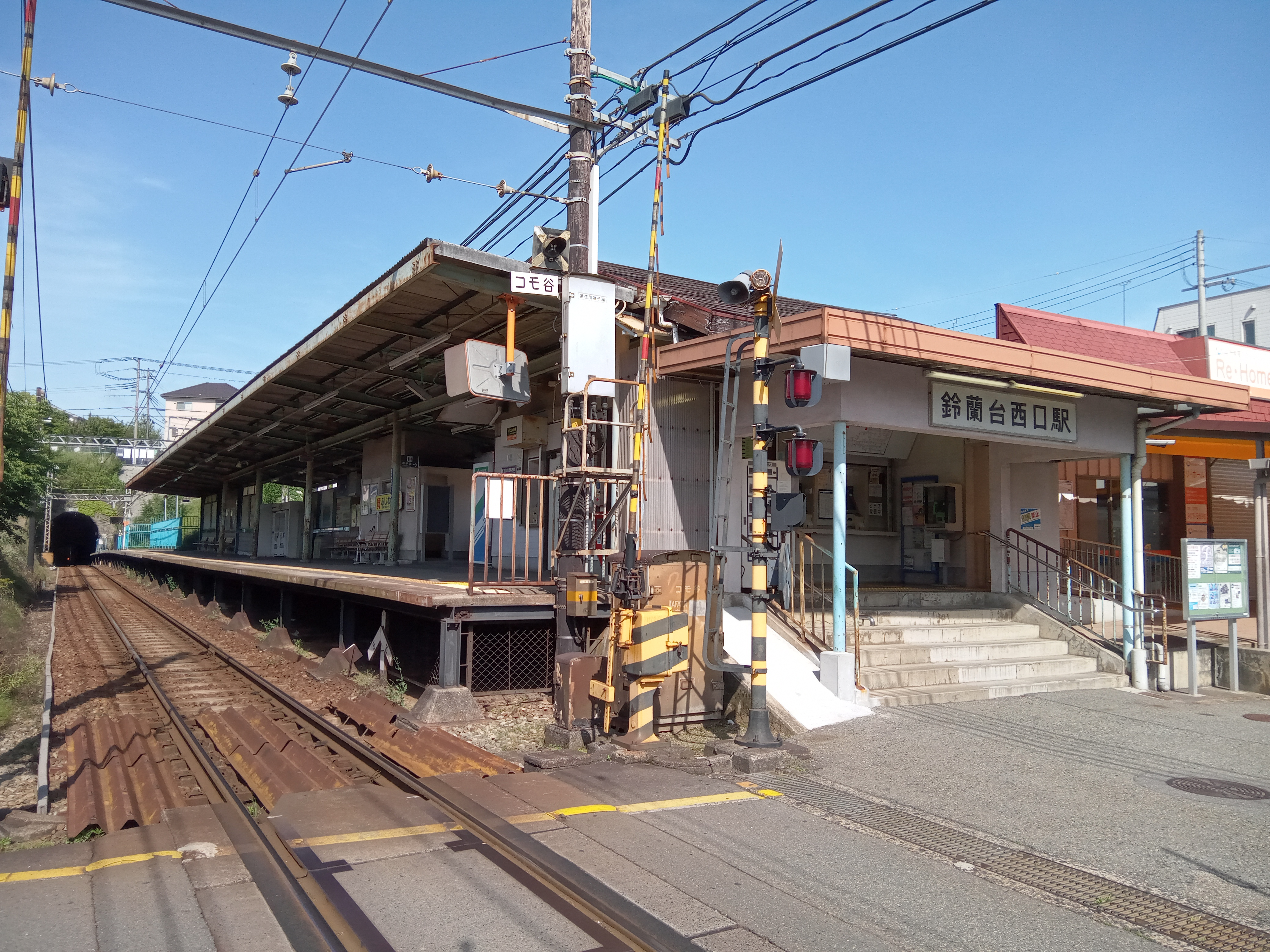
プラットホーム。ホームの途中から勾配が始まっていることが分かる。

鈴蘭台西口駅（すずらんだいにしぐちえき）は、兵庫県神戸市北区鈴蘭台南町三丁目にある、神戸電鉄粟生線の駅。駅番号はKB41。

## 歴史
- 1937年（昭和12年）12月28日：三木電気鉄道の鈴蘭ダンスホール前駅として開業[1]。
- 1942年（昭和17年）12月22日：小部西口駅に改称[1]。
- 1947年（昭和22年）1月9日：神戸有馬電気鉄道により合併され、神有三木電気鉄道（のちに神戸電鉄）の駅となる。
- 1962年（昭和37年）9月1日：鈴蘭台西口駅に改称[1]。

## 駅構造
単式1面1線のホームを持つ地平駅。ホーム有効長は5両。駅舎はホーム粟生寄りにある。駅の前後は50パーミルの勾配となっており、峠にあたる位置に駅が設置されている。駅構内に大きな50パーミル勾配票があり、列車の新開地側一両目は勾配にかかった状態で停車する。また、ホームの新開地側はトンネルに隣接している。
沿線光ネットワークに接続された駅務遠隔システムが導入されており、センター駅から自動券売機、自動改札機、自動精算機、TVカメラ、インターホン、シャッターが遠隔操作される。そのため駅員巡回駅となっている。

## 利用状況
1日あたりの乗車人員 619人（2022年度）
| 年度               | 1日平均 乗車人員 |
| ------------------ | ---------------- |
| 2005年（平成17年） | 707              |
| 2006年（平成18年） | 710              |
| 2007年（平成19年） | 696              |
| 2008年（平成20年） | 686              |
| 2009年（平成21年） | 668              |
| 2010年（平成22年） | 668              |
| 2011年（平成23年） | 620              |
| 2012年（平成24年） | 623              |
| 2013年（平成25年） | 675              |
| 2014年（平成26年） | 653              |
| 2015年（平成27年） | 653              |
| 2016年（平成28年） | 660              |
| 2017年（平成29年） | 652              |
| 2018年（平成30年） | 660              |
| 2019年（令和元年） | 656              |
| 2020年（令和02年） | 559              |
| 2021年（令和03年） | 592              |
| 2022年（令和04年） | 619              |

## 駅周辺
- 神戸鈴蘭台西郵便局
- 神戸市立鈴蘭台小学校

## その他
- 開業当時の駅名（鈴蘭ダンスホール前駅）は、その名の通り駅近くにダンスホールがあったことから名付けられたものだが、そのダンスホールは開業直後の1938年（昭和13年）に焼失した。なお、ダンスホールがあった場所には現在鈴蘭台小学校がある[5]。
- 隣の西鈴蘭台駅とは0.5 kmしかなく、粟生線で最も駅間が短い。
- 当駅を含む鈴蘭台 - 西鈴蘭台間は単線である。この区間は神戸電鉄でも乗客数が多いため複線化が望まれているが、地価が高いことと地形上難工事が予想されることから、目処は立っていない[誰によって?]。

## 隣の駅
神戸電鉄
■粟生線
■準急・■普通
鈴蘭台駅 (KB06) - 鈴蘭台西口駅 (KB41) - 西鈴蘭台駅 (KB42)